# Acmaeodera sabinae
Acmaeodera sabinae är en skalbaggsart som beskrevs av Knull 1937. Acmaeodera sabinae ingår i släktet Acmaeodera och familjen praktbaggar. Inga underarter finns listade i Catalogue of Life.